# Arnie Roth
Arnie Roth, né le 28 avril 1953, est un compositeur, chef d'orchestre et producteur américain.
Après des études classiques de violon et de composition, Arnie Roth exerce dans de nombreux styles musicaux. Directeur musical du Chicagoland Pops Orchestra, il a composé, arrangé et joué avec de nombreux artistes : Diana Ross, Les Trois Ténors, Art Garfunkel, Mannheim Steamroller et Andrea Bocelli notamment. Il a plusieurs fois été nommé aux Grammy Award.
Arnie Roth s'intéresse de près au monde du multimédia. Il a notamment composé la musique de nombreux films d'animation, dont Barbie Cœur de princesse, Barbie, princesse Raiponce et Barbie : Casse-noisette, et il a dirigé le Royal Stockholm Philharmonic Orchestra pour une interpretation de thèmes tirés des jeux vidéo Final Fantasy et Secret of Mana.
Par ailleurs, Arnie Roth possède sa propre maison de production : AWR Music Productions.
Il dirige également la série de concerts symphoniques Distant Worlds : music from Final Fantasy, jouant les musiques de Final Fantasy, et deux représentations ont été programmées le 8 mars 2014 au Palais des Congrès de Paris.